# Frankie 2.0
Franky
Frankie 2.0 (I Am Frankie) est une série télévisée américaine créée par Marcela Citterio a été diffusée entre le 4 septembre 2017 et le 5 octobre 2018 sur Nickelodeon.
Dans cette adaptation de la telenovela colombienne Franky diffusée sur Nickelodeon Amérique latine, le rôle de Frankie Gaines est interprété par l'actrice canadienne Alex Hook.
En Belgique, la série est diffusée depuis le 3 septembre 2018 sur Nickelodeon Belgique.
En France, la série est diffusée depuis le 12 février 2018 sur Nickelodeon Teen.

## Synopsis
La série raconte l'histoire de Frankie. Si à première vue elle ressemble à une adolescente normale, celle-ci cache un secret : elle est en fait une androïde expérimentale créée par le Dr Sigourney Gaines dans un laboratoire de recherche, Egg Labs, et convoitée par l'ARMA, une agence gouvernementale secrète souhaitant faire des androïdes des armes de guerre. Frankie étudie cependant dans une école normale. Au fil du temps, la vie de Frankie va devenir plus compliquée quand celle-ci commencera à se faire de nouveaux amis et qu'elle apprendra à ressentir des émotions : ainsi, peu à peu elle développera des sentiments pour Cole Reyes, le frère aîné de sa meilleure amie Dayton Reyes. Frankie et Cole se rapprocheront et ce dernier finira même par découvrir la vraie nature de Frankie.

## Distribution

### Acteurs principaux
- Alex Hook : Frankie Gaines
- Carrie Schroeder : Dr Sigourney Gaines
- Sophia Forest : Jenny Gaines
- Michael Laurino : Will Gaines
- Nicole Alyse Nelson : Dayton Reyes
- Mohana Krishnan : Tammy Gilroy
- Carson Rowland : Cole Reyes
- Armani Barrett : Byron Patrick (saison 1)
- Uriel Baldesco : Lucia Baxter
- Kristi Beckett : Makayla Pliskin
- Kyson Facer : Andrew LaPierre
- Jayce Mroz : Robbie Turnbull (saison 1)
- J.D. Ballard : Clarence/Gilford Kingston / Tom Reyes
- Mark Jacobson : PEGS1 (voix) (saison 1)
- Zachary S. Williams : Zane Markosian (saison 2)
- Tommi Rose : Simone (saison 2)
- Amina Alzoumba : Rachel Brandt (saison 2)

### Acteurs récurrents
- Joy Kigin : Mme Hough
- Justin Jarzombeck : John Travis (saison 1)
- Victor Jones : Mr Manhart (saison 1)
- Alex Hook : Eliza
- Todd Allen Durkin : Dr James Peters
- Jayme Lake : Cynthia Mandal (saison 2)
- Ashton Heathcoat : Beto (saison 2)

## Fiche technique
- Titre original : I Am Frankie
- Titre français : Frankie 2.0
- Création : Marcela Citterio
- Réalisation : Steve Wright, Siobhan Devine
- Scénario : Charlotte Owen, Jeff Sayers, Elle Andrews
- Musique : Getting Real par Matthew Tishler & Jeannie Lurie
- Production : Danny Mendoza, Eric Gaunaurd & Tatiana Rodríguez (exécutive)
- Société(s) de production : Paradiso Pictures, Nickelodeon Productions
- Société(s) de distribution : Nickelodeon
- Pays d'origine :  États-Unis
- Langue : anglais
- Genre : sitcom, science-fiction, drame
- Durée : 22 à 25 minutes
- Public : Tout public
- Nombre de saison : 2 + 1 spécial

## Production

### Développement
Le 20 janvier 2017, Nickelodeon a annoncé qu'il avait diffusée la série Frankie 2.0 avec sa première saison contenant vingt épisodes. Elle est la première série mondiale à être produite au nouveau Viacom International Studio à Miami en Floride.
La série a été produite à l'origine sous le nom de Franky par Nickelodeon Amérique latine en Colombie et Catharina Ledeboer (qui a déjà travaillé sur Teen Witch et Talia in the Kitchen) a adapté la série en anglais pour un public international. Il a été déclaré que la production de la série commencerait en 2016,,.
La série a officiellement débuté le 11 septembre 2017, après un coup d'œil spécial du court-métrage qui a été diffusé le 4 septembre 2017. Le premier épisode a été mis à disposition sur les plateformes de streaming Nickelodeon à partir du 21 août 2017.
Le 13 novembre 2017, la série a été renouvelée pour une deuxième saison. La deuxième saison a débuté sur Nickelodeon avec un événement spécial le 11 août 2018 et les nouveaux épisodes de la deuxième saison ont repris le 10 septembre 2018. De plus, Amina Alzouma, Tommi Rose et Zachary S. Williams ont rejoint le casting principal de la série lors de la deuxième saison.

## Épisodes
| Saison | Saison  | Épisodes | États-Unis        | États-Unis        | France          | France        | Belgique         | Belgique         |
| Saison | Saison  | Épisodes | Début de saison   | Fin de saison     | Début de saison | Fin de saison | Début de saison  | Fin de saison    |
| ------ | ------- | -------- | ----------------- | ----------------- | --------------- | ------------- | ---------------- | ---------------- |
|        | 1       | 20       | 11 septembre 2017 | 6 octobre 2017    | 12 février 2018 | 9 mars 2018   | 3 septembre 2018 | 14 décembre 2018 |
|        | Spécial | Spécial  | 29 septembre 2017 | 29 septembre 2017 | 2 mars 2018     | 2 mars 2018   | 11 décembre 2018 | 11 décembre 2018 |
|        | 2       | 22       | 11 août 2018      | 5 octobre 2018    | 9 février 2019  | 29 juin 2019  | 2 octobre 2019   | 18 décembre 2019 |

### Saison 1 (2017)
| №  | #  | Titre français                      | Titre original                  | Diffusion française | Diffusion belge   | Diffusion original | Code prod. |
| -- | -- | ----------------------------------- | ------------------------------- | ------------------- | ----------------- | ------------------ | ---------- |
| 1  | 1  | Bienvenue chez les Gaines           | I Am... a Gaines                | 12 février 2018     | 3 septembre 2018  | 21 août 2017       | 101        |
| 2  | 2  | Championne de maths                 | I Am... in Danger               | 12 février 2018     | 3 septembre 2018  | 11 septembre 2017  | 102        |
| 3  | 3  | Fan de comédie romantique           | I Am... a Rom-Com Fan           | 13 février 2018     | 10 septembre 2018 | 12 septembre 2017  | 103        |
| 4  | 4  | Comme une radio                     | I Am... a Radio?                | 14 février 2018     | 17 septembre 2018 | 13 septembre 2017  | 104        |
| 5  | 5  | Amies-ennemies                      | I Am... My Enemy's Friend?      | 15 février 2018     | 24 septembre 2018 | 14 septembre 2017  | 105        |
| 6  | 6  | Panne de batterie                   | I Am... Battery Operated        | 16 février 2018     | 1er octobre 2018  | 15 septembre 2017  | 106        |
| 7  | 7  | Peine de cœur                       | I Am... Heartbroken             | 19 février 2018     | 8 octobre 2018    | 18 septembre 2017  | 107        |
| 8  | 8  | Perdue                              | I Am... Lost                    | 20 février 2018     | 15 octobre 2018   | 19 septembre 2017  | 108        |
| 9  | 9  | Déconnexion                         | I Am... Disconnected            | 21 février 2018     | 22 octobre 2018   | 20 septembre 2017  | 109        |
| 10 | 10 | En mode échec                       | I Am... Crashing!               | 22 février 2018     | 29 octobre 2018   | 21 septembre 2017  | 110        |
| 11 | 11 | Fichier voix de Frankie introuvable | I Am... Speechless              | 23 février 2018     | 5 novembre 2018   | 22 septembre 2017  | 111        |
| 12 | 12 | Manger                              | I Am... Hungry                  | 26 février 2018     | 26 novembre 2018  | 25 septembre 2017  | 112        |
| 13 | 13 | Téléguidée                          | I Am... Remote Controlled       | 27 février 2018     | 3 décembre 2018   | 26 septembre 2017  | 113        |
| 14 | 14 | Un risque d'exclusion               | I Am... Suspended               | 28 février 2018     | 10 décembre 2018  | 27 septembre 2017  | 114        |
| 15 | 15 | Loin d'être seule                   | I Am... Not Alone               | 1er mars 2018       | 11 décembre 2018  | 28 septembre 2017  | 115        |
| 16 | 16 | Sur la piste                        | I Am... Hot on the Trail        | 5 mars 2018         | 11 décembre 2018  | 2 octobre 2017     | 116        |
| 17 | 17 | Mini-golf révélateur                | I Am... Hanging Out With a Boy! | 6 mars 2018         | 12 décembre 2018  | 3 octobre 2017     | 117        |
| 18 | 18 | En quête de gloire                  | I Am... Bound for Glory         | 7 mars 2018         | 13 décembre 2018  | 4 octobre 2017     | 118        |
| 19 | 19 | Démasquée                           | I Am... Caught                  | 8 mars 2018         | 14 décembre 2018  | 5 octobre 2017     | 119        |
| 20 | 20 | Cible facile                        | I Am... a Sitting Duck          | 9 mars 2018         | 14 décembre 2018  | 6 octobre 2017     | 120        |

### Épisode spécial (2017)
| №       | #       | Titre français          | Titre original               | Diffusion française | Diffusion belge  | Diffusion originale | Code prod. |
| ------- | ------- | ----------------------- | ---------------------------- | ------------------- | ---------------- | ------------------- | ---------- |
| Spécial | Spécial | Téléchargement en cours | I Am Frankie... the Download | 2 mars 2018         | 11 décembre 2018 | 29 septembre 2017   | 998        |

### Saison 2 (2018)
| №  | #  | Titre français               | Titre original                | Diffusion française | Diffusion belge  | Diffusion original | Code prod. |
| -- | -- | ---------------------------- | ----------------------------- | ------------------- | ---------------- | ------------------ | ---------- |
| 21 | 1  | Je m'appelle Eliza           | I Am... Eliza                 | 9 février 2019      | 2 octobre 2019   | 11 août 2018       | 201        |
| 22 | 1  | Je m'appelle Eliza           | I Am... Eliza                 | 9 février 2019      | 2 octobre 2019   | 11 août 2018       | 202        |
| 23 | 2  | Projet d'évasion             | I Am... Planning an Escape    | 16 février 2019     | 9 octobre 2019   | 10 septembre 2018  | 203        |
| 24 | 3  | Plus beaucoup de temps       | I Am... Taking a Break        | 23 février 2019     | 16 octobre 2019  | 11 septembre 2018  | 204        |
| 25 | 4  | Les cafards robots           | I Am... Buggin'               | 2 mars 2019         | 23 octobre 2019  | 12 septembre 2018  | 205        |
| 26 | 5  | C'est un piège               | I Am... Compromised           | 9 mars 2019         | 30 octobre 2019  | 13 septembre 2018  | 206        |
| 27 | 6  | Dangereuse évasion           | I Am... Busting Out           | 16 mars 2019        | 13 novembre 2019 | 14 septembre 2018  | 207        |
| 28 | 7  | Sous surveillance            | I Am... Under Suspicion       | 23 mars 2019        | 20 novembre 2019 | 17 septembre 2018  | 208        |
| 29 | 8  | Chamboulements               | I Am... Not Myself            | 30 mars 2019        | 27 novembre 2019 | 18 septembre 2018  | 209        |
| 30 | 9  | Révélations                  | I Am... Next                  | 6 avril 2019        | 2 décembre 2019  | 19 septembre 2018  | 210        |
| 31 | 10 | Frankistein                  | I Am... a Creature            | 13 avril 2019       | 3 décembre 2019  | 20 septembre 2018  | 211        |
| 32 | 11 | Je suis un androïde          | I Am... an Android            | 20 avril 2019       | 4 décembre 2019  | 21 septembre 2018  | 212        |
| 33 | 12 | C'est moi Frankensteena      | I Am... Frankensteena         | 27 avril 2019       | 5 décembre 2019  | 24 septembre 2018  | 213        |
| 34 | 13 | Plan d'attaque               | I Am... Part of a Plan        | 4 mai 2019          | 6 décembre 2019  | 25 septembre 2018  | 214        |
| 35 | 14 | Maman s'inquiète             | I Am... in Trouble With Mom   | 11 mai 2019         | 9 décembre 2019  | 26 septembre 2018  | 215        |
| 36 | 15 | Être ou ne pas être androïde | I Am... an Android... or Am I | 18 mai 2019         | 10 décembre 2019 | 27 septembre 2018  | 216        |
| 37 | 16 | Jalousie                     | I Am... Jealous               | 25 mai 2019         | 11 décembre 2019 | 28 septembre 2018  | 217        |
| 38 | 17 | Vite, un plan !              | I Am... in Need of a Plan     | 1er juin 2019       | 12 décembre 2019 | 1er octobre 2018   | 218        |
| 39 | 18 | Manipulation                 | I Am... Missing You           | 8 juin 2019         | 13 décembre 2019 | 2 octobre 2018     | 219        |
| 40 | 19 | Je n'ai pas le choix         | I Am... the Only Hope         | 15 juin 2019        | 16 décembre 2019 | 3 octobre 2018     | 220        |
| 41 | 20 | Le chantage                  | I Am... Being Blackmailed     | 22 juin 2019        | 17 décembre 2019 | 4 octobre 2018     | 221        |
| 42 | 21 | Transformée                  | I Am... Changed               | 29 juin 2019        | 18 décembre 2019 | 5 octobre 2018     | 222        |

## Univers de la série

### Personnages
- Frankie Gaines est une fille androïde créée par Sigourney qui travaillait pour EGG et cherche à devenir un vrai humain. Alex Hook joue également le rôle d'Eliza, une fille androïde et une version prototype de Frankie malfaisante, dans l'épisode final de la première saison, "Cible Facile".
- Dr Sigourney Gaines est une ancienne scientifique d'EGG qui a conçu Frankie et la considère comme sa fille.
- Jenny Gaines est la fille du Dr Sigourney qui considère Frankie comme une sœur aînée.
- Tammy Gilroy est une jeune fille et leader du club cérébral du Lycée Sepulveda, qui devient la rivale de Frankie et cherche à découvrir la vérité à son sujet.
- Dayton Reyes est une fille qui devient la meilleure amie de Frankie et une des rares personnes à connaître la vérité sur Frankie.
- Cole Reyes est le frère aîné de Dayton pour lequel Frankie a le béguin.
- Byron Patrick est membre de la cellule cérébrale du lycée Sepulveda, qui s'intéresse à la robotique.
- Lucia Baxter est une disciple de Tammy et membre du club cérébral du lycée Sepulveda.
- Makayla Pliskin est une disciple de Tammy et membre du club cérébral du lycée de Sepulveda.
- Andrew LaPierre est un étudiant du lycée Sepulveda, qui est l'un des amoureux de Frankie et de Tammy. Il se révèle plus tard être un androïde créé par le Dr Peters.
- Robbie Turnbull est un étudiant intelligent qui suit Frankie et Dayton.
- Clarence ou Gilford Kingston / Tom Reyes est le chef d'EGG qui cherche à réclamer Frankie pour être utilisé dans le projet de WARPA. Il s'avère être en réalité le père de Dayton et Cole et s'appeler en réalité Tom Reyes.
- Dr James Peters est un ancien scientifique d'EGG qui travaillait avec Sigourney et veut détruire Frankie.
- Mme Hough est la directrice du lycée Sepulveda.
- Will Gaines est le père de Jenny et le mari de Sigourney qui gagne Frankie en tant que fille.
- PEGS1 est un petit robot en forme d'œuf flottant qui fonctionne pour M. Kingston.

## Accueil

### Audiences
| Saison | Début de saison   | Début de saison | Début de saison | Fin de saison     | Fin de saison   | Fin de saison |
| Saison | Date de diffusion | Téléspectateurs | Ref.            | Date de diffusion | Téléspectateurs | Ref.          |
| ------ | ----------------- | --------------- | --------------- | ----------------- | --------------- | ------------- |
| 1      | 11 septembre 2017 | 1 470 000       | [ 9 ]           | 6 octobre 2017    | 1 130 000       | [ 10 ]        |
| 2      | 11 août 2018      | 900 000         | [ 11 ]          | 4 octobre 2018    | 740 000         | [ 12 ]        |